# Draskovits János (nádor)
Gróf Trakostyáni Draskovits János (1603 – 1648. november 8. (mások szerint augusztus 5.) nádor, aranysarkantyús vitéz, királyi tanácsos, nagybirtokos.

## Élete
Trakostyáni báró Draskovits János (1550–1613) és Baranyavári és kisasszonyfalvi báró Istvánffy Éva fia volt. Az atyai háznál kitűnő nevelésben részesült és Európa nagy részét beutazta. Amint visszatért, rendkívüli tudományos képzettsége, kiterjedt nyelvismerete s finom társalgási modora által magára vonta a fejedelem és udvar figyelmét. Azonnal több fontos szolgálatot tévén, a király, nem tekintve, hogy alig lépett a férfikorba, Thurzó Imre halála után árva megyei főispánná nevezte ki[forrás?]. Ezen állásában nem lelvén alkalmat őseiként küzdeni a törökkel, addig esengett, míg a déli határokra küldetett le, hol egyik győzelmet a másik után vívta ki a török ellen, miért is a társországok bánjává nevezte ki a király. Ezután a határvárak helyreállítására fordítá figyelmét és újabb hadjáratra készült, midőn (1646.) a pozsonyi országgyűlésre kellett mennie, hol azután Magyarország nádorává választatott, a király pedig a szép és terjedelmes Mosonmagyaróvári uradalmat, tíz évi használattal, ruházta reá; kevés héttel azután, hogy rangjához illő fénnyel bevezetteté magát új uradalmába, hirtelen elhunyt.
Érdemei elismeréséül 1635. szeptember 4-én magyar grófi címet nyert II. Ferdinánd magyar királytól.

### Családja
Feleségül vette Thurzó Borbála grófnőt, Thurzó György nádor leányát, akitől öt gyermeke ismert:
- gróf János (?–1692) főudvarmester, főispán; neje Nádasdy Mária Magdolna grófnő (?–1699)
- Borbála
- gróf Miklós (?–1687) országbíró; 1. neje: Drugeth Katalin grófnő; 2. neje: Nádasdy Erzsébet grófnő (1646–1682); 3. neje: Csáky Krisztina grófnő (1654–1723)
- gróf Draskovich Katalin; apáca
- gróf Draskovich Júlia; férje: Erdődy Miklós gróf (?–1693)

## Munkái
Katona István szerint irt magyar imakönyvet vagy könyörgéseket (mely horvátul is megjelent) és Bécsben keresztény politikai kis munkát adott ki.
Arcképe rézmetszetben Wiedemann Illéstől 1648-ban és Ehrenreichtől 1834-ben jelent meg Bécsben.